# Platylampona mazeppa
Platylampona mazeppa är en spindelart som beskrevs av Norman I. Platnick 2004. Platylampona mazeppa ingår i släktet Platylampona och familjen Lamponidae. Inga underarter finns listade i Catalogue of Life.